# Российский магазин
«Российский магазин» — ежемесячное периодическое издание Ф. О. Туманского, выходившее в Санкт-Петербурге в 1792—1794 годах.
Печатались статьи и материалы по истории, географии и топографии России, в том числе весьма ценные, например: «Договор 1698 г. между Россией и Портой о перемирии на два года в Карловичах заключенный» (ч. III, кн. 3), отрывки «Дворцовых Записок» за 1696 и 1700 годы (ч. II и III), «Манифест Богдана Хмельницкого 1648 г. о возобновлении войны с поляками» (ч. II), «Письма Льва Сапеги» (там же), «Летописец малой России» (ч. II и III), известный под именем «Летописца Туманского» и т. д.